# Giovanni Vidari (avvocato)
Giovanni Vidari (Pavia, 14 agosto 1821 – Pavia, 4 aprile 1894) è stato un avvocato e politico italiano.

## Biografia
Figlio di Gaetano e di Angelina Cazzani, fratello maggiore del giurista Ercole e del medico e primario Ettore (padre a sua volta del pedagogista Giovanni), fu uno dei maggiori avvocati del foro di Pavia. Attivo politicamente, fu consigliere comunale e sindaco di Pavia dal 1860 al 1862.